# Mucambo (kommun)
Mucambo är en kommun i Brasilien.   Den ligger i delstaten Ceará, i den östra delen av landet, 1 500 km nordost om huvudstaden Brasília. Antalet invånare är 14 102.
Omgivningarna runt Mucambo är huvudsakligen savann. Runt Mucambo är det ganska tätbefolkat, med 80 invånare per kvadratkilometer.